# Plateros subtortus
Plateros subtortus är en skalbaggsart som beskrevs av Green 1953. Plateros subtortus ingår i släktet Plateros och familjen rödvingebaggar. Inga underarter finns listade i Catalogue of Life.